# Yusuke Yamamoto
Yusuke Yamamoto (山本裕典, Yamamoto Yusuke) est un acteur japonais, né le 19 janvier 1988 à Toyokawa, dans la préfecture d'Aichi, au Japon.

## Biographie
Yusuke Yamamoto a joué dans quelques dramas dont Hanazakari no Kimitachi e où il tient le rôle de Kayashima Taiki.

## Drama
- Specialist (TV Asahi, 2016, ep.9)
- Seven Detectives: Season 2 (TV Asahi, 2016, ep.5)
- 100 days: Love, Marriage, Sickness and Mom (TBS, 2015)
- The Guide: Five Stars in Kyoto (YTV-NTV, 2015)
- Kurofuku Monogatari (TV Asahi, 2014)
- Smoking Gun: Critical Evidence (Fuji TV, 2014, ep.6-7)
- Yamada and the Seven Witches (Fuji TV, 2013)
- Apoyan (TBS, 2013)
- Last Cinderella (Fuji TV, 2013, ep.6-7)
- GTO (Fuji TV, 2012)
- Ouran High School Host Club as Suou Tamaki (TBS, 2011)
- Tumbling as Wataru Azuma (TBS, 2010)
- Sotsu Uta (Fuji TV, 2010)
- Rinne no Ame as Kouhei Mikami (Fuji TV, 2010)
- Shaken BABY! (Fuji TV, 2010)
- Ninkyo Helper (Fuji TV, 2009)
- Atashinchi no Danshi (Fuji TV, 2009)
- RESCUE (TBS, 2009)
- Hanazakari no Kimitachi e SP as Kayashima Taiki (Fuji TV, 2008)
- Odaiba Tantei Shuchishin Hexagon Satsujin Jiken (Fuji TV, 2008, guest)
- Taiyo to Umi no Kyoshitsu (Fuji TV, 2008)
- Puzzle (TV Asahi, 2008)
- Iryu 2 (Fuji TV, 2007, ep2-3)
- Hanazakari no Kimitachi e (Fuji TV, 2007)
- My Fair Boy! (TBS, 2007)
- Oniyome Nikki 2 (Fuji TV, 2007)
- Puzzle (TV Asahi, 2007)
- Himitsu no Hanazono (Fuji TV, 2007)
- Kamen Rider Kabuto (TV Asahi, 2006)

## Filmographie
- Ouran High School Host Club - Film (2012)
- Ooarai ni mo Hoshi wa Furunari 大洗にも星はふるなり (2009)
- MW (2009]
- ROOKIES－Sotsugyo－ (2009)
- Handsome Suit (2008)
- Wanna be FREE! Tokyo Girl (2006)
- Kamen Rider Kabuto: God Speed Love (2006)